# Sasinkovo
Sasinkovo (in ungherese Ság) è un comune della Slovacchia facente parte del distretto di Hlohovec, nella regione di Trnava.